# Aurel Muntean
Aurel Muntean (n. 2 mai 1882, Merghindeal, Austro-Ungaria – d. 10 septembrie 1940, Huedin, Regatul României) a fost un deputat în Marea Adunare Națională de la Alba Iulia, organismul legislativ reprezentativ al „tuturor românilor din Transilvania, Banat și Țara Ungurească”, cel care a adoptat hotărârea privind Unirea Transilvaniei cu România, la 1 decembrie 1918.:p. 77

## Biografie
Aurel Muntean, a studiat teologia, slujind la începutul carierei ca preot în Valea Drăganului, din județul Cluj.:p. 181

Parintele Aurel a păstorit mai mulți ani în parohia Sebeșului Mare (Valea Draganului), după care a fost numit de Consistoriul Eparhial Cluj, protopop al Huedinului în anul 1923. Ca partizan și prieten cu Octavian Goga la Ciucea. A fost ales senator în sesiunea parlamentară din 1926—27.
Protopopul Aurel Munteanu a primit moartea martirică în 10 septembrie 1940, trecând prin chinuri groaznice. A fost bătut în plină stradă cu pumnii și ciomege, a fost trântit la pământ, i-au smuls părul și barba cu carne cu tot, iar unul dintre asasini i-a înfipt un par în gură până i-a ieșit prin ceafă, se menționează într-un raport al Ministerului Afacerilor Străine.

## Activitatea politică

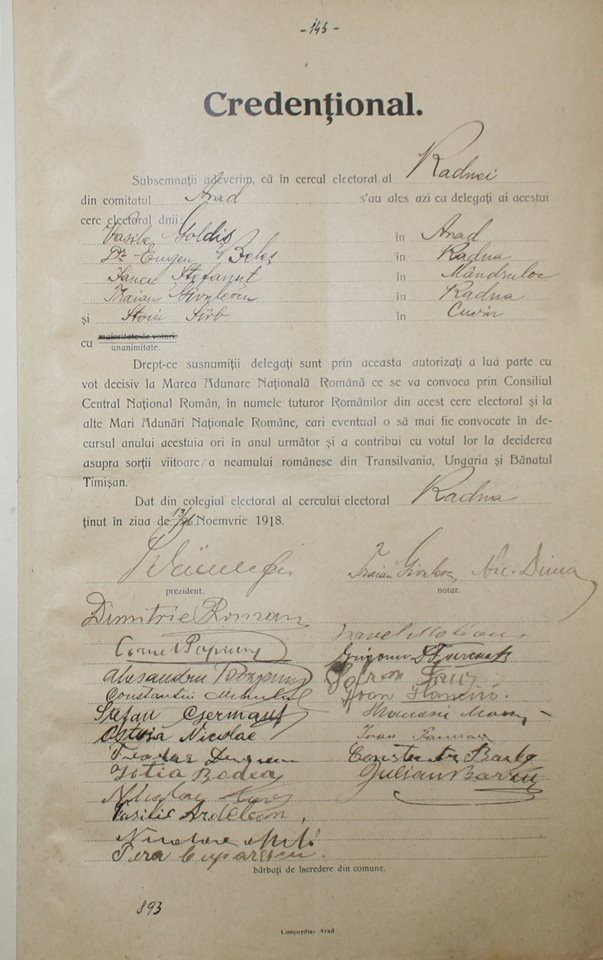
Credențional

Ca deputat în Adunarea Națională din 1 decembrie 1918 a reprezentat, ca delegat de drept, despărțământul Huedin al "Astrei" . 
Pe lângă activitatea religioasă a desfășurat o intensă activitate culturală în cadrul Partidului Național Țărănesc în Consiliul aceluiași municipiu, făcând parte și din delegația permanentă a acestuia .A desfășurat o intensă activitate în cadrul mai multor societăți de binefacere și culturale din localitate, iar pe teren politic a contribuit la organizarea secției feminine a partidului.:p. 181:p. 97